# Ортауский сельский округ
Ортауский сельский округ (каз. Ортау ауылдық округі) — административная единица в составе Шетского района Карагандинской области Казахстана. Административный центр — село Ортау.
Население — 597 человек (2009; 614 в 1999, 1469 у 1989).

## Состав
В состав округа входят следующие населенные пункты:
| Населенный пункт | Население, человек (1989)!Население, человек (1999) | Население, человек (2009) |     |
| ---------------- | --------------------------------------------------- | ------------------------- | --- |
| Босага, село     | 227                                                 | 83                        | 118 |
| Жартас, село     | 212                                                 | 111                       | -   |
| Ортау, село      | 880                                                 | 342                       | 312 |
| Сарыбулак, село  | 150                                                 | 189                       | 167 |

### Зимовки
- с.Ортау
  1. зимовка Аксай
  2. зимовка Аманбай
  3. зимовка Кара оба
  4. зимовка Кооператив
  5. зимовка Аккезен
  6. зимовка Даулетбек
  7. зимовка Оспан
  8. зимовка Рахимбек
- с.Босага
  1. зимовка Бирназар
  2. зимовка Ержан
  3. зимовка Досал
  4. зимовка Копыроба
  5. зимовка Тазоба
- с.Сарыбулак
  1. зимовка Кантарбай
  2. зимовка Каргабай
  3. зимовка Койтас
  4. зимовка Курманапа
  5. зимовка Сарыжал
- с.Жартас
  1. зимовка Алабас малая
  2. зимовка Мечеть
  3. зимовка Узынжол
  4. зимовка Шаппан кажы[4]